# Gavin Harrison
Gavin Richard Harrison (Londra, 28 maggio 1963) è un batterista britannico, noto per la sua militanza in gruppi come Porcupine Tree, King Crimson e Pineapple Thief.

## Biografia
Da piccolissimo inizia a suonare la tromba, volendo seguire le orme del padre, ma con scarsi risultati, così viene rapito dalle potenzialità della batteria e a 6 anni ha già le idee chiare: vuole diventare un batterista professionista.
Il suo primo drum kit è una Trixon, passa poi ad una professionale Ajax, entrambi marchi inglesi. Fino all'età di 15 anni i suoi ascolti sono prettamente jazz. Nel 1983 entra a far parte del gruppo Renaissance, dopo aver superato un'audizione in cui ha dovuto suonare un brano di 20 minuti. Nel 1986 si presenta ad un'audizione per Iggy Pop; pur non amando e non avendo esperienza nel genere, supera la prova e suona nel tour del 1986 dell'album Blah Blah Blah. Nel 1987 fa parte dei Dizrhythmia (il nome deriva dal termine scientifico per definire il jetlag), insieme a Jakko Jakszyk, Danny Thompson e Pandit Dinesh, un misto di jazz e funky in un contesto associabile a un rock progressivo.

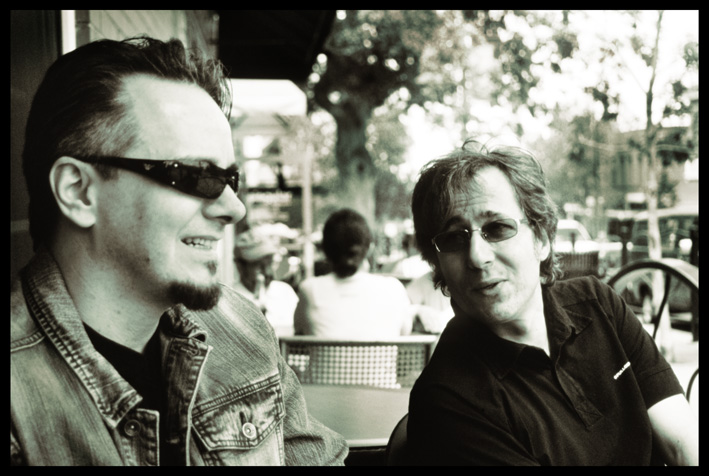
Gavin Harrison (a sinistra) con Richard Barbieri, fotografati da Lasse Hoile nel 2005

La sua fortuna comincia in Italia nel 1989, quando il produttore di Alice, entrando in un negozio acquista l'album dei Dizrhythmia e invita la band a suonare per il tour della cantante. Da qui in poi inizia a collaborare con vari musicisti italiani. È subito in tour, quello di Alice, chiamato Il sole nella pioggia, insieme a Jakszyk. Lavora con Eugenio Finardi nell'album La forza dell'amore e l'anno successivo nell'album Millennio. Con Pierangelo Bertoli collabora per Italia d'oro del 1992 e Una voce tra due fuochi del 1995. Con Alice nel 1992 collabora nell'album Mezzogiorno sulle Alpi e con Fiorella Mannoia ne I treni a vapore. Qui incontra il chitarrista Paolo Gianolio, che lo presenta al cantautore Claudio Baglioni, e partecipa al tour Oltre (insieme al bassista Tony Levin), è l'inizio di una lunga e proficua collaborazione.
Nel frattempo escono due album live Assieme e Ancorassieme, dove Harrison suona la batteria e le percussioni. Sempre nello stesso anno esce l'album 1 del gruppo Gen Rosso, dove suona la batteria in alcuni canti.
Nel 1993 collabora con Raf nell'album Cannibali, sempre nello stesso anno inizia una collaborazione con Franco Battiato e suona nell'album Caffè de la paix. Nel 1994 prende parte a un concerto con Baglioni, e gli viene offerta una nuova collaborazione, sfociata nell'album del 1995 Io sono qui, sempre nello stesso anno incontra nuovamente Franco Battiato e suona con lui al concerto del 1º maggio a piazza San Giovanni a Roma; suona anche con Eros Ramazzotti. Ad aprile del 1996, in un'interruzione del tour Io sono qui di Baglioni, registra a Parigi il nuovo album di Battiato L'imboscata, del quale fa parte una delle sue più belle e amate canzoni: La cura. Ancora con Baglioni nel 1997 partecipa alla trasmissione televisiva Rai Anima Mia, trasmissione dalla quale viene tratto il CD Anime in gioco, e nell'aprile del 1998 registra con Battiato il cd Gommalacca, dalla quale è tratto il pezzo Shock in my town.
Negli anni successivi collabora a 5 dischi, tra versioni live e versioni studio, di Claudio Baglioni: A-Live (1998), Viaggiatore sulla coda del tempo (1999), Acustico (2000), Sono io, l'uomo della storia accanto (2003), Crescendo e cercando (2005), Quelli degli altri tutti qui (2006). Il 1999 lo vede ancora insieme a Baglioni per la trasmissione Rai L'ultimo valzer, e per il concerto di Natale in Vaticano di fronte al Papa.
Numerose le collaborazioni di Harrison con altri artisti: Incognito, Go West, Paul Young, Lisa Stansfield, Level 42 e molti altri. Nel 1997 decide di incidere un album solista, chiamato Sanity & Gravity, che vede la partecipazione di importanti amici, fra i quali Mick Karn (ex Japan), Richard Barbieri (ex Japan e odierno componente insieme ad Harrison dei Porcupine Tree) e Jakko Jakszyk (con quest'ultimo collaborerà più volte), e ne esce un lavoro del quale si possono ascoltare dei brani proprio sul sito di Harrison, un misto di Weather Report, jazz-rock e sicuramente fusion.
L'amicizia di Harrison col tastierista Richard Barbieri lo porta alla storia recente. Nel 2002 Barbieri lo chiama quando Chris Maitland, l'allora batterista dei Porcupine Tree decide di lasciare il gruppo, e lo invita a New York dove dovevano registrare il nuovo album In absentia, che uscirà in Europa nel 2003 e vende oltre 100 000 copie. Nello stesso anno registra live col gruppo in una radio americana XM, al quale seguirà XMII nel 2005.

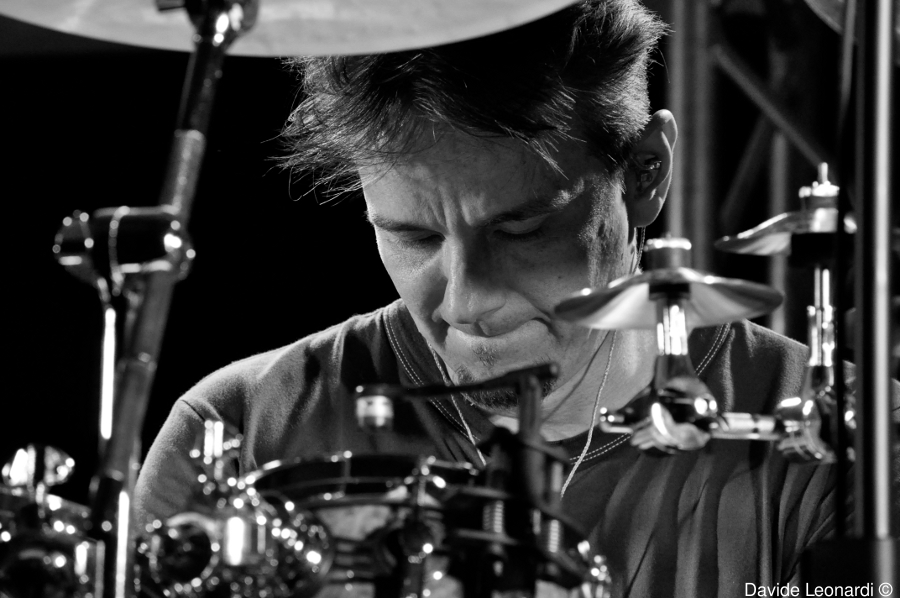
Gavin Harrison nel 2011

La seconda fatica con i Porcupine Tree risale al 2005 con Deadwing, un album rock decisamente più duro rispetto ai precedenti, (grazie anche alle collaborazioni col chitarrista dei King Crimson, Adrian Belew, e quello degli Opeth, Mikael Åkerfeldt), nel quale Harrison collabora attivamente alla stesura dei pezzi, in particolare nelle tracce The start of something beautiful e Mother and Child divided.
Nel 2007 collabora nuovamente con i Porcupine Tree nell'album Fear of a Blank Planet; nel 2009, sempre con la band rock progressivo britannica, registra il loro ultimo album, The Incident.
Da segnalare i suoi libri, Rhythmic Illusions e Rhythmic Perspectives, nonché i DVD Rhythmic Visions, Rhythmic Horizons e Rhythmic Designs.
Nel maggio 2007, nel 2008, nel 2009 e nel 2010 è stato votato miglior batterista progressive dell'anno dalla rivista Modern drummer.
Nel 2009 collabora con Baglioni nell'album Q.P.G.A. e nel 2012 collabora con Battiato nell'album Apriti sesamo e nel 2013 collabora ancora con Baglioni nell'album ConVoi.
Nell'aprile del 2015 pubblica un nuovo lavoro solista, Cheating the Polygraph,  un progetto in cui Harrison rivisita in chiave jazz rock alcuni dei migliori brani dei Porcupine Tree.
Dal 2016 è batterista del gruppo progressive rock britannico Pineapple Thief.
Dal 2014 collabora con il duo progressive iamthemorning, suonando nei loro album Belighted (2014) e Lighthouse (2016), e nel 2018 suona nell'eponimo disco d'esordio del loro pianista Gleb Kolyadin.
Nel 2020 torna a collaborare con Claudio Baglioni suonando tutte le tracce del nuovo album del cantautore romano In questa storia che è la mia, uscito il 4 dicembre.
Il primo novembre 2021 i Porcupine Tree, ponendo fine ad un periodo di ultradecennale inattività, pubblicano un singolo inedito, "Harridan", e annunciano l'uscita, prevista per il 24 giugno 2022, di un nuovo album dal titolo "Closure/Continuation", seguito da un tour europeo nei mesi successivi. La nuova formazione della band tuttavia non include più il bassista Colin Edwin.

## Discografia

### Da solista
- 1997 – Sanity & Gravity
- 2007 – Drop (con i 05Ric)
- 2009 – Circles (con i 05Ric)
- 2012 – The Man Who Sold Himself (con i 05Ric)
- 2015 – Cheating the Polygraph
- 2020 – Chemical Reactions (con Antoine Fafard)

### Con i Dizrhythmia
- 1987 – Dizrhythmia
- 2016 – Too

### Con i The Kings of Oblivion
- 1987 – Big Fish Popcorn

### Con i Shooter
- 1999 – ..And Your Point?

### Con i Porcupine Tree
- 2002 – In absentia
- 2003 – Futile (EP)
- 2003 – XM (live)
- 2004 – The Sky Moves Sideways (ristampa)
- 2005 – Deadwing
- 2005 – Up the Downstair (ristampa)
- 2005 – XMII (live)
- 2006 – Rockpalast (live)
- 2006 – Arriving Somewhere... (video)
- 2007 – Fear of a Blank Planet
- 2007 – Nil Recurring (EP)
- 2009 – Ilosaarirock (live)
- 2009 – The Incident
- 2010 – Anesthetize (video)
- 2010 – Atlanta (live)
- 2012 – Octane Twisted (live)
- 2022 – Closure/Continuation
- 2023 – Closure/Continuation.Live (live)

### Con i The Tangent
- 2013 – Le Sacre du Travail

### Con i King Crimson
- 2014 – The Elements of King Crimson
- 2015 – Live at the Orpheum
- 2016 – Live in Toronto
- 2016 – Radical Action (To Unseat the Hold of Monkey Mind)
- 2017 – Live in Chicago
- 2018 – Live in Vienna
- 2018 – Meltdown: Live in Mexico City
- 2019 – Audio Diary 2014-2018

### Con i The Pineapple Thief
- 2016 – Your Wilderness
- 2017 – Where We Stood
- 2018 – Dissolution
- 2019 – Hold Our Fire
- 2020 – Versions of the Truth
- 2021  - Nothing but the Truth
- 2024 - It Leads to This
- 2024 - Last to run EP

### Collaborazioni
- 1986 – Iggy Pop – Live in NYC
- 1986 – Zerra One – The Domino Effect
- 1987 – Sam Brown – Stop!
- 1987 – Froon – Froon
- 1988 – Black – Comedy
- 1988 – Gail Ann Dorsey – The Corporate World
- 1988 – Tom Robinson e Jakko Jakszyk – We've Never Had It So Good
- 1988 – Sarah Jane Morris – Can't Get to Sleep
- 1989 – Yasuaki Shimizu – Aduna
- 1989 – Lene Lovich – March
- 1989 – B. J. Cole – Transparent Music
- 1989 – Shari Belafonte – Shari
- 1990 – Dave Stewart & Barbara Gaskin – The Big Idea
- 1990 – Mieko Shimizu – A Road of Shells
- 1990 – Eugenio Finardi – La forza dell'amore
- 1990 – Donna Gardier – I'll Be There
- 1991 – Dave Stewart & Barbara Gaskin – Spin
- 1991 – Camouflage – Meanwhile
- 1991 – Miss Thi – Lover
- 1991 – Incognito – Inside Life
- 1991 – Eugenio Finardi – Millennio
- 1992 – Alice – Mezzogiorno sulle Alpi
- 1992 – Fiorella Mannoia – I treni a vapore
- 1992 – Claudio Baglioni – AncorAssieme
- 1992 – Claudio Baglioni – Assieme oltre il concerto
- 1992 – Kevin Ayers – Still Life with Guitar
- 1993 – Progetto Cavani – Alza la testa
- 1993 – Chizuko Yoshihiro – Conscious Mind
- 1993 – Raf – Cannibali
- 1993 – Franco Battiato – Caffè de la Paix
- 1994 – Sharon Rose – Never Be the Same
- 1994 – Jakko Jakszyk – Kingdom of Dust
- 1994 – Richard Barbieri e Tim Bowness – Flame
- 1994 – Jakko Jakszyk – Mustard Gas and Roses
- 1995 – Paul Young – Grazing in the Grass Live EP
- 1995 – B. J. Cole – Heart of the Moment
- 1995 – Claudio Baglioni – Io sono qui
- 1995 – Mick Karn – The Tooth Mother
- 1996 – David Devant & His Spirit Wife – Ginger
- 1996 – Jakko Jakszyk – Are My Ears on Wrong?
- 1996 – Claudio Baglioni – Attori e spettatori
- 1996 – Franco Battiato – L'imboscata
- 1996 – Franco Battiato – Shadow, Light
- 1996 – Manfred Mann's Earth Band – Soft Vengeance
- 1997 – Devogue – Devogue
- 1997 – Lisa Stansfield – Never, Never Gonna Give You Up
- 1997 – Claudio Baglioni – Anime in gioco
- 1997 – Saro Cosentino – Ones & Zeros
- 1997 – Jakko Jakszyk – Road to Ballina
- 1998 – Claudio Baglioni – A-Live
- 1998 – Franco Battiato – Gommalacca
- 1999 – Lisa Stansfield – Swing
- 1999 – Claudio Baglioni – Viaggiatore sulla coda del tempo
- 2000 – Lewis Taylor – Lewis 2
- 2000 – Claudio Baglioni – Acustico 13.8-22.9.2000 Sogno di una notte di note
- 2001 – Heraldo Zuniga – Triangulo de Musgo
- 2001 – Lisa Stansfield – 8-3-1
- 2001 – Peter Cox – Flame Still Burns
- 2001 – Angela Baraldi – Rosasporco
- 2002 – Sheila Nicholls – Wake
- 2002 – Manolo García – Nunca el tiempo es perdido
- 2002 – Patty Pravo – Radio Station
- 2003 – Claudio Baglioni – Sono io - L'uomo della storia accanto
- 2004 – Blackfield – Blackfield
- 2004 – Rob Cowen e Beverley Craven – Lady Advertiser
- 2004 – Peter Cox – Desert Blooms
- 2005 – Stefano Panunzi – Timelines
- 2005 – Claudio Baglioni – Crescendo e cercando
- 2005 – Lewis Taylor – In Session 2005
- 2006 – Jakko Jakszyk – The Bruised Romantic Glee Club
- 2006 – Claudio Baglioni – Quelli degli altri tutti qui
- 2007 – Three Blind Mice – Good Grief
- 2007 – Blackfield – Blackfield II
- 2007 – Carlo Fimiani – Too Early
- 2007 – Steve Thorne – Part Two: Emotional Creatures
- 2008 – Ed Poole – ED 4
- 2008 – No-Man – Schoolyard Ghosts
- 2008 – Richard Barbieri – Stranger Inside
- 2008 – Steven Wilson – Insurgentes
- 2009 – Paolo Gianolio – Pane e nuvole
- 2009 – Claudio Baglioni – Q.P.G.A.
- 2009 – Dave Stewart & Barbara Gaskin – Green & Blue
- 2009 – Fjieri – Endless
- 2009 – Steve Thorne – Into the Ether
- 2009 – OSI – Blood
- 2009 – Dave Stewart & Barbara Gaskin – The TLG Collection
- 2010 – Dario Zeno – L'incoscenza di Zeno
- 2010 – Ed Poole – Depth
- 2010 – Marco Tafelli – Reset
- 2011 – Paul Cusik – P'dice
- 2011 – Alberto Rigoni – Rebirth
- 2011 – Jakszyk, Fripp & Collins – A Scarcity of Miracles
- 2012 – Franco Battiato – Apriti sesamo
- 2012 – OSI – Fire Make Thunder
- 2012 – Harry Shearer – Can't Take a Hint
- 2012 – Ed Poole – Routes
- 2012 – Fusion Syndicate – The Fusion Syndicate
- 2012 – Lo-Fi Resistance – Chalk Lines
- 2012 – Paolo Gianolio – Tribù di note
- 2012 – Storm Corrosion – Storm Corrosion
- 2012 – Kompendium – Beneath the Waves
- 2013 – Amadeus Awad – Schizanimus
- 2013 – Antoine Fafard – Occultus Tramitis
- 2013 – Claudio Baglioni – ConVoi
- 2014 – iamthemorning – Belighted
- 2015 – Carlo Berton – Planetarium
- 2015 – Franco Battiato – Anthology - Le nostre anime
- 2016 – Fjieri – Words Are All We Have
- 2016 – Nick Johnston – Remarkably Human
- 2016 – iamthemorning – Lighthouse
- 2018 – Dave Stewart & Barbara Gaskin – Star Clocks
- 2018 – Gleb Kolyadin – Gleb Kolyadin
- 2018 – Gianluca D'Alessio – Sunrise Markets
- 2020 – Fates Warning – Long Day Good Night
- 2020 – Randy Goodrum – Red Eye
- 2020 – Claudio Baglioni – In questa storia che è la mia
- 2020 – Jakko Jakszyk – Secrets & Life

## Videografia
- 2002 – Rhythmic Visions
- 2006 – Rhythmic Horizons
- 2010 – Rhythmic Designs